# Miss Minnesota USA
 (juin 2016).

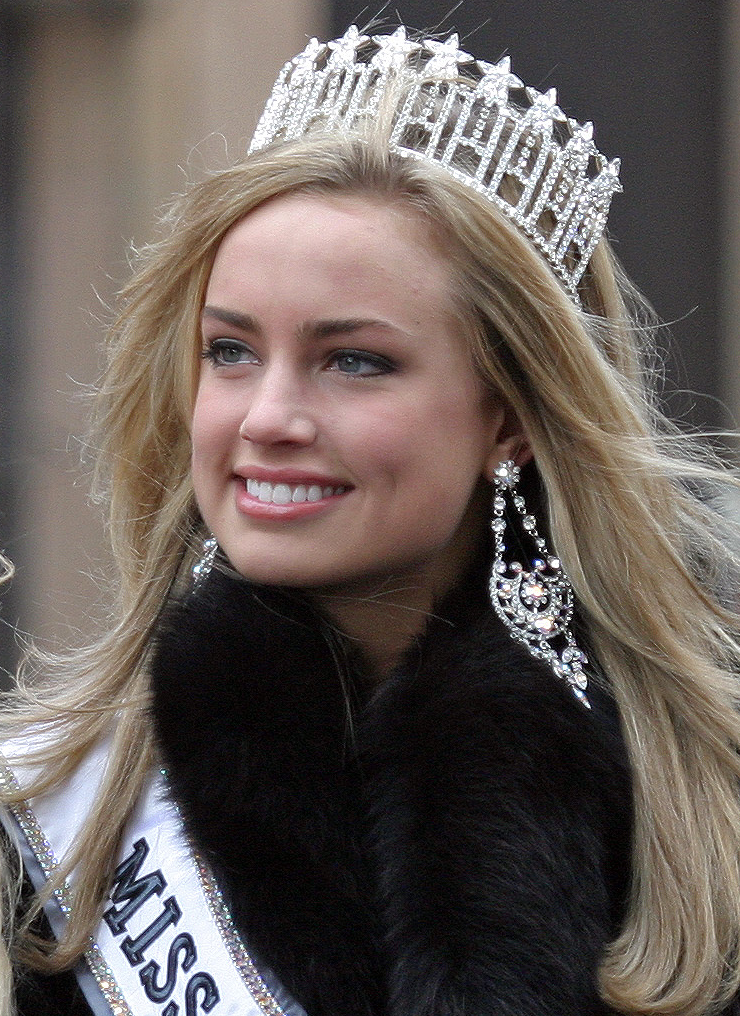
Kaylee Unverzagt, Miss Minnesota USA 2008

Miss Minnesota USA, est un concours de beauté féminin, pour les jeunes femmes âgées de 17 à 27 ans habitant dans l'État du Minnesota, dont la gagnante concourt pour le titre de Miss USA.
L'État a remporté un seul de titre de Miss USA, Barbara Peterson en 1976, la dernière de ce jour.

## Gagnantes
| Année   | Nom                     | Domicile                  | Age1            | Classement à Miss USA      | Prix Spéciaux à Miss USA                     | Notes |
| ------- | ----------------------- | ------------------------- | --------------- | -------------------------- | -------------------------------------------- | --- |
| 2025    | Megan Rivera            | Prior Lake                |                 |                            |                                              | |
| 2024    | Muna Ali                | Minnesota City            | 27              |                            |                                              | |
| 2023    | Sarah Anderson          | Maple Grove               | 19              |                            |                                              | |
| 2022    | Madeline Helget         | Clearwater                | 24              | Top 12                     |                                              | |
| 2021    | Katarina Spasojevic     | Minnetonka                | 20              |                            |                                              | |
| 2020    | Taylor Fondie           | Ham Lake                  | 22              |                            |                                              | |
| 2019    | Cat Stanley             | Bloomington               | 23              | Top 15                     |                                              | Miss Minnesota Teen USA 2014 |
| 2018    | Kalie Wright            | Eagle Bend                | 24              |                            |                                              | |
| 2017    | Meridith Gould          | Minneapolis               | 22              | 2e dauphine                |                                              | |
| 2016    | Bridget Jacobs          | Maple Grove               | 20              |                            |                                              | |
| 2015    | Jessica Scheu           | Minneapolis               | 23              |                            |                                              | Vainqueur de Miss Teen World Minnesota 2009, ainsi qu'aux épreuves de l'interview nationale, de la robe du soir, et du fitness. Vainqueur au concours Miss International & National Fitness. Elle concourt pour Miss Minnesota USA en 2014 et 2012, fut vainqueur et demi-finaliste. Elle concourt pour Miss Minnesota Teen USA en 2008 et 2009, les deux fois demi-finaliste. |
| 2014    | Haley O'Brien           | Excelsior                 | 21              | Top 20                     |                                              | Miss Minnesota Teen USA 2010 et Miss Collegiate America 2012 |
| 2013    | Danielle Hooper         | Inver Grove Heights       | 20              |                            |                                              | |
| 2012    | Nitaya Panemalaythong   | Minneapolis               | 26              |                            |                                              | |
| 2011    | Brittany Thelemann      | Plymouth                  | 23              |                            |                                              | |
| 2010    | Courtney Basara         | Duluth                    | 20              |                            |                                              | |
| 2009    | Erica Nego              | Plymouth                  | 24              | Top 15 (12e place)         |                                              | Participante à Miss Ghana Univers 2011 |
| 2008    | Kaylee Unverzagt        | Eagan                     | 20              | Top 15 (15e place)         |                                              | |
| 2007    | Alla Ilushka            | Eden Prairie              | 22              |                            |                                              | Miss Minnesota Teen USA 2002 et Top 10 à Miss Teen USA 2002 |
| 2006    | Dottie Cannon           | Eagan                     | 22              |                            | Miss Congénitale                             | |
| 2005    | Carrie Lee              | Sebeka                    | 25              |                            |                                              | |
| 2004    | Jessica Dereschuk       | Stacy                     | 20              |                            |                                              | |
| 2003    | Sarah Cahill            | Waseca                    | 24              |                            | Miss Photogénie                              | Miss Minnesota Teen USA 1996 |
| 2002    | Lanore Van Buren        | Edina                     | 26              | 3e dauphine                | Bluepoint Apparel Swimsuit and Fitness Award | |
| 2001    | Anne Marie Clausen      | Golden Valley             | 23              |                            |                                              | |
| 2000    | Paige Swenson           | Fridley                   |                 |                            | Miss Photogénie                              | Miss Minnesota Teen USA 1994 |
| 1999    | Crystal Vandenberg      | Brooklyn Center           | 19              |                            |                                              | |
| 1998    | Josan Hengen            | Eden Prairie/Circle Pines | 19              |                            |                                              | |
| 1997    | Melissa Hall            | Minneapolis               |                 |                            |                                              | |
| 1996    | Karin Smith             | Brooklyn Park             | 25              |                            |                                              | |
| 1995    | Angelique de Maison     | Saint Louis Park          |                 | Finaliste (5e place)       |                                              | |
| 1994    | Jolene Stravrakis       | Burnsville                |                 | Demi-finaliste (10e place) |                                              | |
| 1993    | Kristi Bennecke         | Anoka                     |                 |                            |                                              | |
| 1992    | Amber Rue               | Minneapolis               |                 |                            |                                              | |
| 1991    | April Ann Herke         | Eden Prairie              |                 |                            |                                              | |
| 1990    | Janet Tveita            | Minneapolis               |                 |                            | Miss Congénitale                             | |
| 1989    | Julie Knutson           | Crystal                   | 22              |                            |                                              | |
| 1988    | Sue Bolich              | Mound                     |                 | N/A2                       |                                              | |
| 1988    | Jolene Stavrakis        | Apple Valley              |                 | N/A2                       |                                              | |
| 1988    | Julie Nelson            | Bloomington               |                 |                            |                                              | |
| 1987    | Christine Rosenberger   | South Saint Paul          |                 |                            |                                              | |
| 1986    | Cynthia Peterson        | Edina                     |                 |                            |                                              | |
| 1985    | Kari Lee Johnson        | Minneapolis               |                 | 4e dauphine                |                                              | |
| 1984    | Martha Mork             | Edina                     |                 |                            |                                              | |
| 1983    | Carolyn Mattson         | New Hope                  |                 |                            |                                              | |
| 1982    | Lori Kmetz              | New Brighton              |                 |                            |                                              | |
| 1981    | Polly Peterson          | Edina                     |                 |                            |                                              | Sœur de Miss USA 1976 Barbara Peterson |
| 1980    | Carla Peterson          | Albert Lea                |                 | Demi-finaliste (12e place) |                                              | |
| 1979    | Cynthia Sue Lee         | Saint Paul                |                 |                            |                                              | |
| 1978    | Janey Gohl              | Saint Cloud               |                 |                            |                                              | |
| 1977    | Deborah Cossette        | Minneapolis               |                 | 2e dauphine                |                                              | |
| 1976    | Barbara Elaine Peterson | Edina                     |                 | Miss USA 1976              |                                              | |
| 1975    | Dawn Lamotte            | Saint Paul                |                 |                            |                                              | |
| 1974    | Gayle Johnson           | Minneapolis               |                 |                            |                                              | |
| 1973    | Cyndi James             | Minneapolis               |                 |                            |                                              | |
| 1972    | Darlene Koskiniemi      | Roseville                 |                 |                            |                                              | |
| 1971    | Shirley Kittleson       | Sherburn                  |                 |                            |                                              | |
| 1970    | Sally Strickland        | Saint Paul                |                 |                            |                                              | |
| 1969    | Laureen Darling         | Minneapolis               |                 |                            |                                              | |
| 1968    | Arlene Larson           | Minneapolis               |                 |                            |                                              | |
| 1967    | Betty Ann Brewer        | Richfield                 |                 |                            |                                              | |
| 1966    | Patricia Thatcher       |                           |                 |                            |                                              | |
| 1965    | Elizabeth Jane Carroll  | Bloomington               |                 |                            | Miss Congénitale                             | |
| 1960-64 | Pas de concours         | Pas de concours           | Pas de concours | Pas de concours            | Pas de concours                              | |
| 1959    | Muriel Fairbanks        | Minneapolis               |                 |                            |                                              | |
| 1958    | Sue Bouchard            | Minneapolis               |                 |                            |                                              | |
| 1957    | Mary Margaret Ford      | Minneapolis               |                 |                            |                                              | |
| 1956    | Marilyn Johnson         | Minneapolis               |                 |                            |                                              | |
| 1955    | Sally Ann Colombo       | Stillwater                |                 |                            |                                              | |
| 1954    | Dawn Joyce              | Minneapolis               |                 | Demi-finaliste (Top 19)    |                                              | |
| 1953    | Mary Ann Papke          | Minneapolis               |                 | Demi-finaliste (Top 20)    |                                              | |
| 1952    | Jodell Stirmlinger      | Saint Paul                |                 | Demi-finaliste (Top 10)    |                                              | |

1 Âge durant l'élection de Miss USA

2 La concurrente se démet de son titre avant le concours Miss USA